# Segue 3
Segue 3 هو عنقود نجمي كروي خافت في مجرة درب التبانة اكتشف في عام 2010 من بيانات مسح سلووان الرقمي للسماء و يقع في كوكبة الفرس الأعظم على مسافة تقارب 17 الف فرسخ فلكي من الشمس ويتحرك بعيدا عنها بسرعة 167.1 ± 1.5 كم / ثانية.

## خصائص
Segue 3 خافت للغاية ويبدو كأحد أخفت العناقيد المغلقة في درب التبانة، قدرة المطلق عند -1.2 وربما 0.0 ± 0.8 مما يعني أن ضياء نجوم العنقود أكبر من ضياء الشمس بحوالي 100 إلى 250 مرة . نصف قطر Segue 3 صغير حوالي 2.1 فرسخ فلكي وهذا قطر نموذجي للعناقيد المغلقة المجرية. عنقود Segue 3 لة شكل مسطح قليلاً ويظهر بعض الأدلة على اضطراب مدى . معدنية نجوم Segue 3 منخغضة [Fe/H] ≈ −1.7 مما يعني أنها تحتوي على عناصر ثقيلة أقل بسبعين مرة من الشمس. وهذه النجوم قديمة وتشكلت تقريبا قبل أكثر من 12 مليار سنة مضت.